# Темпа деле Красте (Салерно)
Темпа деле Красте је насеље у Италији у округу Салерно, региону Кампанија.
Према процени из 2011. у насељу је живело 37 становника. Насеље се налази на надморској висини од 11 м.